# De geheimzinnige sleutel
Tom Poes en de geheimzinnige sleutel of kortweg De geheimzinnige sleutel is het 29ste verhaal uit de Bommelsaga, geschreven en getekend door Marten Toonder. De eerste aflevering van het verhaal verscheen op 24 januari 1948 en het liep tot 20 mei van dat jaar. Het centrale thema is zwendel.

## Samenvatting
Heer Bommel nodigt Tom Poes uit om mee naar Rommeldam te rijden omdat hij een brief heeft ontvangen van zijn bankiers Fortuyn, Fortuyn en Fortuyn, vermogensadviseurs. Er zijn problemen met de fondsen waarin hij heeft belegd. Heer Bommel blijkt zijn hele vermogen te hebben gestopt in een goudmijn, Ducato, die echter niet blijkt te bestaan. Het slot Bommelstein moet worden verkocht.
Maar bij de start van de veiling biedt de markies de Canteclaer voor alle roerende en onroerende zaken in één bod 10.000 gouden dukaten. Bul Super biedt 11.000, waarna de buurman 20.000 biedt onder het dreigement altijd 1 dukaat meer te bieden dan zijn opponent. Heer Bommel is zwaar terneergeslagen over de afloop.
Zijn buurman is nu eigenaar van het kasteel, maar de markies biedt heer Bommel de op de hei van het kasteelterrein gelegen schaapherdershut in eigendom aan. Hij kan hier gaan wonen en een mud aardappelen per week afhalen bij het buitenverblijf van de markies. De twee vrienden worden aldaar lastiggevallen door Bul Super en Hiep Hieper, die de schaapshut willen overkopen voor 9000 florijnen. Ze weten zich meester te maken van een onbekende sleutel.
Joost is nu bij de markies in dienst en hij overhandigt zijn oude baas namens zijn nieuwe werkgever de in het kasteel achtergebleven aandelen. Tom Poes ontfermt zich over deze aandelen, omdat het hele vermogen van zijn vriend erin zit. Bovendien geeft het recht op een stuk land op het eiland Cola. In chaotische gevechtshandelingen reizen Bul Super, Hiep Hieper, commissaris Bulle Bas, Tom Poes en heer Bommel af naar de goudmijn op het eiland Cola, die echt blijkt te bestaan. Na een reeks ontploffingen komt het goud uit de lucht vallen.
Bij hun terugkeer op het vliegveld van Rommeldam wacht een opgewonden menigte journalisten heer Bommel en Tom Poes op. Het ontdekken van een goudmijn in Costa Crica is groot nieuws. Heer Bommel vertelt desgevraagd dat hij van plan is de mijn te verkopen. Hierop nodigt de markies de Canteclaer hem discreet uit met hem mee te rijden naar Bommelstein. Hij ruilt de goudmijnaandelen met de markies tegen Bommelstein en zijn bankrekening.

## Gecorrigeerde teksten in deVolledige werken
In de Volledige werken zijn de originele krantenafleveringen 332, 334 tot en met 337, 339 tot en met 346 vervallen. Daarin bevrijdt Tom Poes heer Bommel uit zijn cel en gaan ze samen op pad. Intussen koelen Super en Hieper hun woede op de plaatselijke politiecommandant, Hieper neemt diens uniform met hoed over voor de rest van het verhaal. Heer Bommel en Tom Poes vinden een Indiaanse gids met een kano en omdat heer Bommel nu weer geld heeft, gaan ze op pad. Super en Hieper zetten per motorboot de achtervolging in. In eerste instantie botsen ze op een door de Indiaanse gids omgehakte boom en ze lijden schipbreuk. Terwijl heer Bommel en Tom Poes en de gids op het eiland Cola aankomen, worden de twee Rommeldamse zakenlieden achternagezeten door krokodillen. Maar bij het eiland Cola beschieten Super en Hieper de kano, waarna Tom Poes het commando van de boot overneemt. Op het laatste plaatje 346 koerst de boot af op een waterval, Donderwater geheten.
De Volledige werken drukken de plaatjes 332a, 333, 335a, 337a, 338 en 346a af.